# Get the Message - The Best of Electronic
Albums de Electronic
Twisted Tenderness
(1999)
Get the Message est un album compilation du groupe Electronic, sorti en septembre 2006. Il s'agit de la première compilation du groupe.

## Titres
1. "Forbidden City" (Sumner, Marr, Karl Bartos)
2. "Getting Away with It" (Sumner, Marr, Neil Tennant)
3. "Get the Message"
4. "Feel Every Beat"
5. "Disappointed" (Sumner, Marr, Tennant)
6. "Vivid"
7. "Second Nature"
8. "All That I Need"
9. "Prodigal Son"
10. "For You"
11. "Imitation of Life" (Sumner, Marr, Karl Bartos)
12. "Out of My League"
13. "Like No Other"
14. "Twisted Tenderness"
15. "Late at Night"